# Rieko Yoshihara
Rieko Yoshihara (吉原 理恵子?; Fukuoka, 4 ottobre 1965) è una scrittrice giapponese.
È nota principalmente per Il cuneo dell'amore (1986).